# رابرت کورفو
رابرت کورفو (انگلیسی: Robert Corfou؛ زادهٔ ۲ دسامبر ۱۹۴۲) بازیکن فوتبال اهل جمهوری کنگو است.

## یادداشتها
1. ↑  In 1966, CS Fontainebleau merged with AS Bagneaux-Nemours to create Entente Bagneaux-Fontainebleau-Nemours (Entente BFN).